# Видова дискримінація
Видовий шовінізм, видова дискримінація, видовий терор, видовізм, спешисизм, спецієсизм (англ. speciesism, лат. specismus) — за деякими поглядами, ставлення до членів одного виду як морально важливіших, ніж іншого; позначення аменсалізму з боку людини щодо диких тварин і рослин; система використання насильства з метою усунення, обмеження інших видів живих істот-конкурентів людини шляхом їхнього поголовного або часткового винищення, знищення місць вирощування потомства і проживання.

## Тлумачення
Видовізм, або людська перевага означає різну важливість, права та вагомість окремих організмів виключно на основі їхньої видової належності. Цей термін в основному використовується адвокатами прав тварин, які стверджують, що видовізм є забобоном подібно до расизму або сексизму, за якої лікування[що?] осіб ґрунтується на членстві у певних групах і впевненості у власній перевазі. Аргументом є те, що види членства не має жодного морального значення
Ідеологічною основою видового терору є антропоцентризм у всіх його проявах, за винятком лібертарного антропоцентризму, що полягає у визнанні важливості життя та розвитку усіх видів планети, а також перевазі інтересів людського суспільства над популяцією певних шкідливих для людей видів (хатніх паразитів, гризунів, що знищують запаси продуктів, тварин, що розносять захворювання тощо), однак це є доволі дискусійним питанням; видова нетерпимість людини на ґрунті економічної вигоди або неосвічених забобонів. Сучасний видовий тероризм демонструє цинізм, войовничу аморальність і готовність нехтувати життям інших живих істот.
Це поняття звичайно поширюють на взаємини людини з дикими тваринами й, як правило, воно не стосується знищення або експлуатації свійських тварин або популяцій культурних та дикорослих рослин і грибів, проте дуже часто поширюється на синантропних тварин.
- див. також: Аменсалізм (форма біотичних взаємовідносин між організмами, при якій один вид пригнічує життєдіяльність іншого)

## Практика
Видовий тероризм може бути індивідуальним (коли «шкідливих» тварин або рослини знищують окремі люди), груповим (коли винищенням інших істот займаються спеціальні організації або рухи, наприклад, рух кроухантерів), державним (коли на знищення певного виду тварини спрямовані зусилля цілої держави, наприклад, знищення в 1950-х роках горобців у Китаї). Як правило, видовий терор спрямований проти так званих «шкідників» мисливського господарства (вовк, лисиця, сіра ворона), лісового господарства (деякі види комах), рибного господарства (сіра чапля, баклан), сільського господарства (нориці, ховрахи), а також проти так званих «нечистих» тварин — сов, кажанів, змій, жаб тощо. Останнім часом видовим терором стали займатися певні рухи — догхантерів, кроухантерів, фалкхантерів, бетхантерів, ретхантерів.

## Видовізм за кордоном
Видова дискримінація широко застосовується у всьому світі щодо тварин, м'ясо яких споживає людина, щодо мишоподібних гризунів, яких вбивають лише на тій підставі, що вони переносять хвороботворні бактерії та пошкоджують харчові продукти.
Видова дискримінація щодо тварин активно застосовується в Білорусі й Росії, де масово знищуються бродячі собаки й коти, вовки, лисиці, сірі чаплі, ховрахи й багато інших видів тварин. Так, тільки у 1988 році в Росії було знищено 15 425 вовків.
У Китаї в 1958 році було дано старт масовій кампанії зі знищення горобців. Вже до першої декади 1958 року у Китаї було знищено 1,95 млрд горобців. Однак через масове розмноження в наступному році в полях гусениць, які з'їли урожай пшениці, терор щодо горобців був припинений і їх стали завозити в Китай з інших країн. В Узбекистані недавно почали широкомасштабний захід зі знищення майни — птаха, який почав докучати президентській резиденції Дурмень своїм криком. У результаті Кабінет Міністрів Узбекистану видав у 2003 році розпорядження про знищення 952 тис. майн.

## Видовий терор в Україні
В Україні та суміжних країнах (зокрема у Білорусі) ця ідея набула розвитку завдяки Київському еколого-культурного центру та серії видань, у тому числі книжки «Видовий терор» (Борейко, 2010) та методичного посібника «Основи екологічної етики» (Мінськ, 1998) [окремий розділ — на с. 95].
З початку 2010-х років в Україні з'явилися нові рухи, які діють за ідеологією видовізму у стосунку до собак, котів, ворон, сойок, граків, сорок, кротів, яструбів і інших хижих птахів, кажанів. У Києві, Одесі, Дніпропетровську, інших великих містах почастішали випадки отруєння собак догхантерами, а також відстрілу кажанів, сорок, сойок, яструбів і сірих ворон кроухантерами та фалкхантерами.
До проявів видового тероризму можна віднести масове і безконтрольне застосування на сільськогосподарських землях офіційно дозволених невибіркових пестицидів широкого спектра дії, створених на основі фосфіду цинку, які є головною причиною знищення багатьох видів дрібних ссавців і птахів, наприклад, занесених до Червоної книги України ховраха європейського та ховраха подільського. У лісах, де органи лісового господарства активно використовують проти лісових комах методи хімічної боротьби, в числі практично знищених виявився нещодавній «шкідник» лісу — великий дубовий вусач, також занесений зараз до Червоної книги України. Садівниками-аматорами щорічно на своїх городах знищуються десятки тисяч кротів і сліпаків (Сокур, 1961; Коробченко, 2011), голубівниками та мисливцями відстрілюються сотні яструбів і соколів, навіть занесений до Червоної книги України сокіл-сапсан. Мисливськими організаціями активно винищуються вовки, несправедливо звинувачені в скороченні чисельності мисливських тварин. З 1946 по 1967 рік мисливцями в Україні було знищено 35 тис. вовків. В цей час в Україні мисливці знищують 1200—1300 вовків щорічно. Тою чи іншою мірою видовий терор стосується досить великої групи видів тварин, насамперед хижих птахів, сов, змій, павуків, жаб, воронових, сірих чапель, бакланів, горобців, голубів, бродячих собак і котів, вовків, шакалів, лисиць, єнотоподібних собак, ховрахів, кротів, сліпаків, сонь, бобрів, багатьох лісових комах, дрібних польових гризунів, а також великої групи так званих рослин «бур'янів».

### Антивовча пропаганда
Непристойну роль в розпалюванні видового терору відіграють деякі ЗМІ, публікуючи неперевірену й антиекологічну інформацію щодо вовків, а також інших тварин-«шкідників». Як приклад можна навести періодично повторювану в ЗМІ антивовчу пропаганду, коли деякі журналісти спільно з лісниками та мисливцями організовують серії публікацій та репортажів, демонізують образ вовків і вимагають їхнього поголовного знищення. Як правило, антивовча пропаганда у ЗМІ ґрунтується на неперевірених фактах і чутках і сприяє розвитку видового терору проти вовків, інших «шкідливих» тварин.

## Антивидовізм
Франкомовний журнал Cahiers antispecistes («Антиспецієстичні зошити») був заснований у 1991 році Девідом Олів'є, Івом Боннарделем та Франсуазою Бланшон, що були першими французькими активістами, що виступили проти видовізму. Метою журналу було поширення антивидовістичних ідей у Франції та заохочення дискусій на тему етики тварин, зокрема щодо різниці між звільненням тварин та екологією. Естела Діас та Оскар Хорта стверджують, що в іспаномовних країнах, на відміну від англомовних, антивидовізм став панівним підходом у захисті тварин. В Італії у сучасному русі проти видової дискримінації було виявлено дві чіткі тенденції, перша зосереджена на радикальних контргегемоністських позиціях, а друга — на основних неоліберальних.
Зовсім недавно такі організації, як «Рух за захист тварин на фермах» та «Люди за етичне поводження з тваринами», спробували популяризувати цю концепцію, просуваючи 5 червня Всесвітній день боротьби з видовізмом.

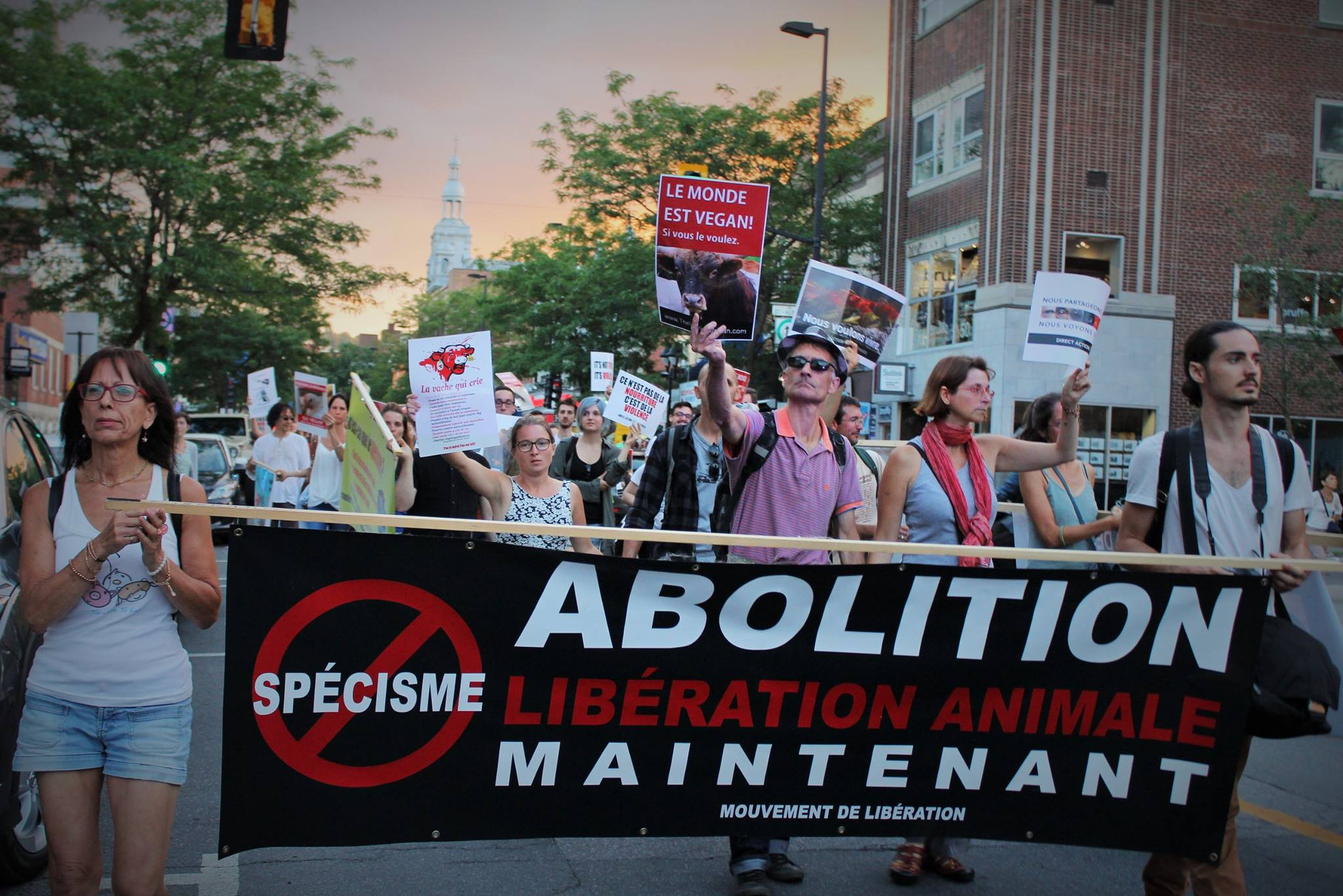
Протест проти видової дискримінації у Монреалі у 2015 році
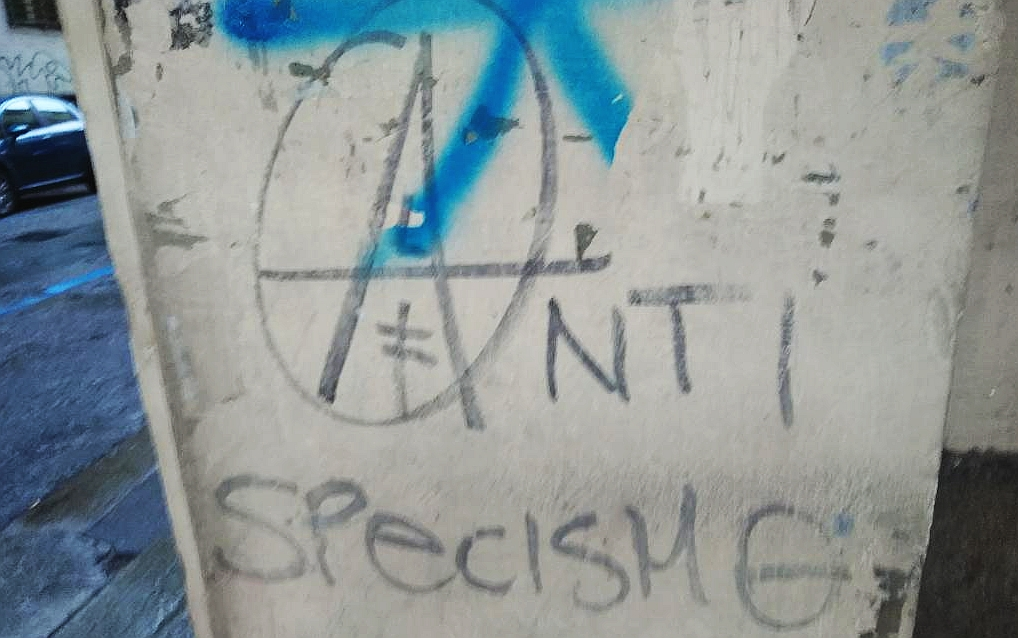
Графіті проти спешисизму у Турині
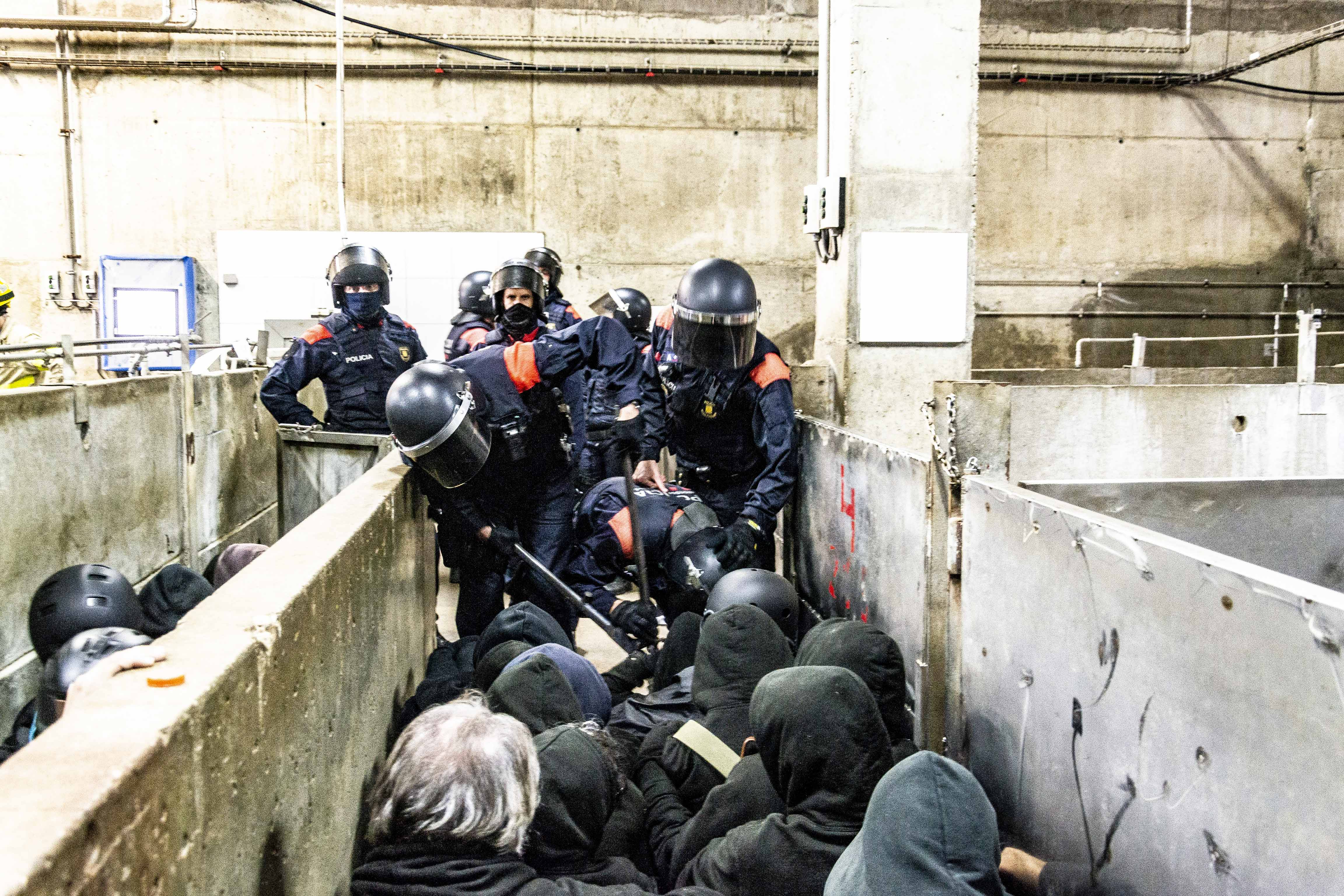
Блокада скотобійні в Іспанії

## Фільми та телесеріали на тематику спешисизму
- Планета мавп (франшиза) (1968–досі)
- Фільм тварин[en] (1981)
- Ворог мій (1985)
- Корова за моїм столом[en] (1998)
- Земляни (2005)
- Під маскою (2006)
- Дев'ятий округ (2009)
- Бухта[en] (2009)
- Кінь БоДжек (2014—2019)
- Єдність (2015)
- Зоотрополіс (2016)
- Панування (2018)
- Beastars (2019)
- Сходження Героя Щита (2019)

## Ресурси Інтернету
- Організація спротиву «пестицидній напасті» і захист видів-«шкідників»  [Архівовано 28 вересня 2013 у Wayback Machine.]
- Борейко В. Е. Видовой террор  [Архівовано 4 листопада 2014 у Wayback Machine.]
- Захист гризунів-«шкідників». Екологічні, правові і етичні аспекти [недоступне посилання з червня 2019]
- Геноцид вовків та їх захист в Росії, Біларусі і Україні  [Архівовано 4 листопада 2014 у Wayback Machine.]
- Як травлять вовків в Росії  [Архівовано 4 листопада 2014 у Wayback Machine.]
- Отцы и дети экстремистского биоцентризма (Критика концепції «Видового терору»)  [Архівовано 6 березня 2016 у Wayback Machine.](рос.)
- Основы экологической этики. — Минск: Изд. Минобр Республики Беларусь, 2008. — С. 95 (щодо видового терору